# 木下幸文
木下 幸文（きのした たかふみ、安永8年（1779年） - 文政4年11月2日（1821年11月26日））は、江戸時代後期の歌人。父は木下義綿。初名は義壽・義方・義質。通称は民蔵。号は朝三亭・亮々舎（さやさやのや）・蓼園・風漪亭・風漪温者・渚の笹屋などと称した。備中国浅口郡長尾村(現・岡山県倉敷市)の生まれ。
16歳の時小野猶吉に伴われて上洛し、澄月・慈延に師事して和歌を学び、その後桂園派の祖香川景樹に入門して、桂門下の俊秀として活躍した。
歌集に「亮々遺稿」、随筆に「亮々草紙」がある。